# Gran Premio de los Países Bajos de Motociclismo de 1999
El Gran Premio de los Países Bajos de Motociclismo de 1999 fue la séptima prueba del Campeonato del Mundo de Motociclismo de 1999. Tuvo lugar en el fin de semana del 24 al 26 de junio de 1999 en el Circuito de Assen, situado en la ciudad de Assen, Países Bajos. La carrera de 500cc fue ganada por Tadayuki Okada, seguido de Kenny Roberts, Jr. y Sete Gibernau. Loris Capirossi ganó la prueba de 250cc, por delante de Valentino Rossi y Jeremy McWilliams. La carrera de 125cc fue ganada por Masao Azuma, Noboru Ueda fue segundo y Roberto Locatelli tercero.

## Resultados 500cc
| Pos.    | N.º | Piloto              | Constuctor  | Vueltas | Tiempo    | Parrilla | Pts. |
| ------- | --- | ------------------- | ----------- | ------- | --------- | -------- | ---- |
| 1       | 8   | Tadayuki Okada      | Honda       | 20      | 41:12.732 | 1        | 25   |
| 2       | 10  | Kenny Roberts, Jr.  | Suzuki      | 20      | +7.316    | 3        | 20   |
| 3       | 15  | Sete Gibernau       | Honda       | 20      | +7.404    | 6        | 16   |
| 4       | 9   | Nobuatsu Aoki       | Suzuki      | 20      | +10.941   | 10       | 13   |
| 5       | 2   | Max Biaggi          | Yamaha      | 20      | +10.980   | 5        | 11   |
| 6       | 6   | Norick Abe          | Yamaha      | 20      | +16.271   | 8        | 10   |
| 7       | 19  | John Kocinski       | Honda       | 20      | +17.348   | 2        | 9    |
| 8       | 14  | Juan Bautista Borja | Honda       | 20      | +25.950   | 11       | 8    |
| 9       | 26  | Haruchika Aoki      | TSR-Honda   | 20      | +26.114   | 18       | 7    |
| 10      | 5   | Alex Barros         | Honda       | 20      | +31.131   | 7        | 6    |
| 11      | 31  | Tetsuya Harada      | Aprilia     | 20      | +36.038   | 12       | 5    |
| 12      | 55  | Régis Laconi        | Yamaha      | 20      | +41.016   | 14       | 4    |
| 13      | 17  | Jurgen vd Goorbergh | MuZ Weber   | 20      | +41.097   | 13       | 3    |
| 14      | 22  | Sébastien Gimbert   | Honda       | 20      | +1:04.683 | 19       | 2    |
| 15      | 24  | Garry McCoy         | Yamaha      | 20      | +1:10.481 | 20       | 1    |
| 16      | 25  | José Luis Cardoso   | TSR-Honda   | 20      | +1:20.996 | 17       |      |
| 17      | 68  | Mark Willis         | Modenas KR3 | 20      | +2:00.973 | 21       |      |
| Ret     | 18  | Markus Ober         | Honda       | 10      | Accidente | 22       |      |
| Ret     | 23  | Michael Rutter      | Honda       | 8       | Retirado  | 23       |      |
| Ret     | 3   | Àlex Crivillé       | Honda       | 4       | Accidente | 4        |      |
| Ret     | 4   | Carlos Checa        | Yamaha      | 4       | Retirado  | 9        |      |
| Ret     | 69  | James Whitham       | Modenas KR3 | 3       | Retirado  | 15       |      |
| Ret     | 7   | Luca Cadalora       | MuZ Weber   | 0       | Retirado  | 16       |      |
| Fuente: |     |                     |             |         |           |          |      |

- Pole position: Tadayuki Okada, 2:01.564
- Vuelta Rápida: Tadayuki Okada, 2:02.471

## Resultados 250cc
| Pos.    | N.º | Piloto               | Constuctor | Vueltas | Tiempo      | Parrilla | Pts. |
| ------- | --- | -------------------- | ---------- | ------- | ----------- | -------- | ---- |
| 1       | 1   | Loris Capirossi      | Honda      | 18      | 38:04.730   | 4        | 25   |
| 2       | 46  | Valentino Rossi      | Aprilia    | 18      | +0.180      | 1        | 20   |
| 3       | 9   | Jeremy McWilliams    | Aprilia    | 18      | +0.534      | 2        | 16   |
| 4       | 4   | Tohru Ukawa          | Honda      | 18      | +0.537      | 9        | 13   |
| 5       | 56  | Shinya Nakano        | Yamaha     | 18      | +0.742      | 6        | 11   |
| 6       | 6   | Ralf Waldmann        | Aprilia    | 18      | +7.019      | 3        | 10   |
| 7       | 21  | Franco Battaini      | Aprilia    | 18      | +20.889     | 8        | 9    |
| 8       | 7   | Stefano Perugini     | Honda      | 18      | +20.891     | 7        | 8    |
| 9       | 24  | Jason Vincent        | Honda      | 18      | +21.310     | 10       | 7    |
| 10      | 14  | Anthony West         | TSR-Honda  | 18      | +26.816     | 16       | 6    |
| 11      | 66  | Alex Hofmann         | TSR-Honda  | 18      | +26.933     | 11       | 5    |
| 12      | 12  | Sebastián Porto      | Yamaha     | 18      | +27.054     | 12       | 4    |
| 13      | 11  | Tomomi Manako        | Yamaha     | 18      | +27.903     | 13       | 3    |
| 14      | 36  | Masaki Tokudome      | TSR-Honda  | 18      | +33.161     | 14       | 2    |
| 15      | 41  | Jarno Janssen        | TSR-Honda  | 18      | +56.248     | 15       | 1    |
| 16      | 37  | Luca Boscoscuro      | TSR-Honda  | 18      | +56.432     | 19       |      |
| 17      | 16  | Johan Stigefelt      | Yamaha     | 18      | +1:07.433   | 20       |      |
| 18      | 23  | Julien Allemand      | TSR-Honda  | 18      | +1:16.347   | 18       |      |
| 19      | 10  | Fonsi Nieto          | Yamaha     | 18      | +1:25.622   | 24       |      |
| 20      | 22  | Lucas Oliver         | Yamaha     | 18      | +1:25.758   | 25       |      |
| 21      | 15  | David García         | Yamaha     | 18      | +1:33.867   | 23       |      |
| 22      | 72  | Rudie Markink        | Aprilia    | 18      | +1:40.280   | 26       |      |
| 23      | 73  | Arno Visscher        | Aprilia    | 18      | +1:40.635   | 22       |      |
| 24      | 75  | Henk van de Lagemaat | Honda      | 17      | +1 Vuelta   | 28       |      |
| Ret     | 74  | Andre Romein         | Honda      | 8       | Retirado    | 27       |      |
| Ret     | 34  | Marcellino Lucchi    | Aprilia    | 3       | Retirado    | 5        |      |
| Ret     | 17  | Maurice Bolwerk      | TSR-Honda  | 0       | Retirado    | 21       |      |
| Ret     | 44  | Roberto Rolfo        | Aprilia    | 0       | Retirado    | 17       |      |
| DNS     | 49  | Naoki Matsudo        | Yamaha     |         | No corrió   |          |      |
| DNS     | 58  | Matías Ríos          | Aprilia    |         | No corrió   |          |      |
| DNQ     | 76  | Johan ten Napel      | Honda      |         | No calificó |          |      |
| Fuente: |     |                      |            |         |             |          |      |

- Pole position: Valentino Rossi, 2:05.018
- Vuelta Rápida: Valentino Rossi, 2:05.696

## Resultados 125cc
| Pos.    | N.º | Piloto               | Constuctor | Vueltas | Tiempo      | Parrilla | Pts. |
| ------- | --- | -------------------- | ---------- | ------- | ----------- | -------- | ---- |
| 1       | 4   | Masao Azuma          | Honda      | 17      | 38:09.395   | 2        | 25   |
| 2       | 6   | Noboru Ueda          | Honda      | 17      | +0.317      | 5        | 20   |
| 3       | 15  | Roberto Locatelli    | Aprilia    | 17      | +0.343      | 7        | 16   |
| 4       | 7   | Emilio Alzamora      | Honda      | 17      | +8.842      | 11       | 13   |
| 5       | 8   | Gianluigi Scalvini   | Aprilia    | 17      | +9.204      | 4        | 11   |
| 6       | 41  | Youichi Ui           | Derbi      | 17      | +9.540      | 13       | 10   |
| 7       | 21  | Arnaud Vincent       | Aprilia    | 17      | +9.741      | 6        | 9    |
| 8       | 13  | Marco Melandri       | Honda      | 17      | +9.748      | 3        | 8    |
| 9       | 23  | Gino Borsoi          | Aprilia    | 17      | +10.095     | 8        | 7    |
| 10      | 1   | Kazuto Sakata        | Honda      | 17      | +11.838     | 9        | 6    |
| 11      | 26  | Ivan Goi             | Honda      | 17      | +25.683     | 19       | 5    |
| 12      | 32  | Mirko Giansanti      | Aprilia    | 17      | +25.881     | 15       | 4    |
| 13      | 54  | Manuel Poggiali      | Aprilia    | 17      | +37.303     | 21       | 3    |
| 14      | 16  | Simone Sanna         | Honda      | 17      | +37.526     | 12       | 2    |
| 15      | 9   | Frédéric Petit       | Aprilia    | 17      | +37.868     | 14       | 1    |
| 16      | 22  | Pablo Nieto          | Derbi      | 17      | +39.035     | 18       |      |
| 17      | 10  | Jerónimo Vidal       | Aprilia    | 17      | +40.285     | 16       |      |
| 18      | 71  | Patrick Lakerveld    | Honda      | 17      | +2:13.886   | 25       |      |
| 19      | 68  | Hans Koopman         | Honda      | 16      | +1 Vuelta   | 23       |      |
| 20      | 69  | Ronnie Timmer        | Honda      | 16      | +1 Vuelta   | 26       |      |
| Ret     | 20  | Bernhard Absmeier    | Aprilia    | 14      | Accidente   | 20       |      |
| Ret     | 70  | Harold de Haan       | Honda      | 14      | Retirado    | 24       |      |
| Ret     | 5   | Lucio Cecchinello    | Honda      | 13      | Accidente   | 1        |      |
| Ret     | 18  | Reinhard Stolz       | Honda      | 9       | Retirado    | 22       |      |
| Ret     | 12  | Randy de Puniet      | Aprilia    | 8       | Accidente   | 10       |      |
| Ret     | 44  | Alessandro Brannetti | Aprilia    | 6       | Retirado    | 17       |      |
| DNS     | 29  | Ángel Nieto, Jr.     | Honda      |         | No corrió   |          |      |
| DNQ     | 67  | Wilhelm van Leeuwen  | Honda      |         | No calificó |          |      |
| Fuente: |     |                      |            |         |             |          |      |

- Pole position: Lucio Cecchinello, 2:12.853
- Vuelta Rápida: Noboru Ueda, 2:13.225